# Len Apsey
Thomas Leonard „Len“ Apsey (* 11. Februar 1910 in Ynyshir; † 24. Mai 1967 in Caerphilly) war ein walisischer Fußballspieler.

## Karriere
Apsey, der als Spieler Anfang der 1930er für Trethomas Bluebirds aktiv war, kam im September 1930 als Probespieler zum AFC Newport County, für den er am 25. September 1930 in einem Reservespiel als Rechtsaußen auflief. Der Korrespondent der Western Mail hielt über Apseys Auftritt fest: „Apsey hat seine Sache außerordentlich gut gemacht mit den eingeschränkten Möglichkeiten auf Rechtsaußen. Der Flügelspieler verdient in jedem Fall eine ausgedehnte Probezeit.“ Bereits zwei Tage später debütierte er in Newports erster Mannschaft, Trainer Jimmy Hindmarsh stellte ihn anlässlich eines Spiels der Football League Third Division South als Mittelstürmer auf. Dem am Tabellenende liegenden Team gelang dabei durch einen 3:1-Heimerfolg gegen Southend United der zweite Saisonsieg im achten Spiel. Apsey blieb zwar ohne eigenen Torerfolg, sein Auftritt wurde presseseitig aber gelobt: „Er war vielleicht plump in vielem was er tat, aber er hat es stets versucht. Er hat nicht getroffen, aber er kam dem viele Male nahe und hat die gegnerischen Verteidiger beunruhigt. Seine Ballverteilung und Ballkontrolle waren ziemlich gut und unter vorteilhafteren Bedingungen sollte er eine noch bessere Darbietung geben.“
Apsey wurde auch im folgenden Auswärtsspiel gegen Luton Town aufgeboten, bei der 1:3-Niederlage blieb der Amateurspieler aber hinter den Erwartungen zurück, wurde im Spielverlauf von der Mittelstürmerposition genommen und im Anschluss an die Partie ins Reserveteam zurückgestuft. Im Dezember 1930 wurde seine Registrierung von Newport bei der Football League wieder gelöst. Weitere Spiele in der Football League schlossen sich nicht an. Ende Dezember war er als Testspieler beim FC Burnley in einem Reservespiel gegen Manchester United (Endstand 1:1) im Einsatz, presseseitig wurde ihm attestiert, seine Aufstellung „gerechtfertigt“ zu haben. Im August 1931 wurde er vom FC Arsenal zu einem Probetraining eingeladen, er kam dabei mit der Empfehlung von fast 100 Saisontoren im Senior Football von Monmouthshire.
In den folgenden Jahren war er für mehrere Teams im walisischen Fußball aktiv. Im Herbst 1932 findet sich sein Name mehrfach im Reserveteam von Cardiff City, für das er gegen Aberaman Athletic auch einen Hattrick erzielte. Für Caerphilly Town zeichnete er sich in der Saison 1933/34 wiederholt als Torjäger aus, so erzielte er im Oktober 1933 vier Tore im Welsh League Challenge Cup gegen Treharris (Endstand 6:4) im November 1933 folgten in einer Partie um den Welsh Cup gegen Llanbradach fünf Treffer (Endstand 7:2). Von Anfang 1935 bis Herbst 1936 findet sich sein Name wiederholt in Spielberichten von Porth United. Zuvor soll er auch bei Lovell’s Athletic aktiv gewesen sein. Ab April 1936 war er auch wieder bei Caerphilly unterwegs, mit denen er in der Saison 1936/37 in der Division 1 der Welsh League spielte. Im Februar 1937 traf er mit Caerphilly in der Liga auf die Reserve von Newport County und erzielte bei der 1:10-Niederlage den Ehrentreffer seines Teams.